# Драгодан
Драгодан е село в Западна България. То се намира в община Кочериново, област Кюстендил.

## География
Село Драгодан се намира в планински район. Разположено е на западния бряг на река Струма. На източния бряг на 2 km се намира с. Мурсалево, като ги свързва голям мост над реката.

## История
При избухването на Балканската война в 1912 година 1 човек от селото е доброволец в Македоно-одринското опълчение.

## Население
Численост и дял на етническите групи според преброяването на населението през 2011 г.:
|                     | Численост | Дял (в %) |
| Общо                | 96        | 100,00    |
| Българи             | 93        | 96,87     |
| Турци               | 0         | 0,00      |
| Цигани              | 0         | 0,00      |
| Други               | 0         | 0,00      |
| Не се самоопределят | 0         | 0,00      |
| Неотговорили        | 2         | 2,08      |

## Редовни събития
На 24 май се провежда традиционен събор в центъра на селото пред кметството.

## Личности
- Йордан Ванчев (1933 – 2008), български историк
- Янко Ортакчийски (1936 – 2012), български политик и инженер

## Други
В края на Долни Драгодан, както го наричат местните хора, и преди Горни Драгодан, по пътя към село Фролош и село Цървище, се намира бившият Стопански двор на селото, където се е развивало животновъдство. Понастоящем Стопанският двор е частна собственост и е в процес на възстановяване на икономическия живот в селото.